# Mariakerk (Holtland)
De Mariakerk (Marienkirche) is een luthers kerkgebouw in Holtland in de Samtgemeinde Hesel in het Landkreis Leer in Nedersaksen. De kerk werd gebouwd in de 13e eeuw en in de loop der eeuwen herhaaldelijk verbouwd. Onbekend is welk patrocinium de kerk in de katholieke tijd droeg, maar tegen het einde van de 20e eeuw werd de protestantse kerk aan de moeder van Jezus gewijd.

## Bouwgeschiedenis
Aan de vroeggotische bakstenen kerk uit de 13e eeuw ging vermoedelijk een houten kerk vooraf. Voor de bouw van de kerk werd een granieten fundament gelegd, dat men tegenwoordig nog onder de klokkentoren kan herkennen. In de jaren voor 1500 werd de oostelijke apsis vervangen door het polygonale, vroeger gewelfde, gotische koor. In 1787 werd bij een renovatie het stenen gewelf gesloopt, waarvoor het huidige houten plafond in de plaats kwam. Tijdens deze renovatie werden eveneens de kleine romaanse ramen in de lengtemuren tot vier grote rondboogramen vergroot. Tevens werden toen de beide portalen in de noordelijke en zuidelijke muur dichtgemetseld. In de noordelijke muur bleef een oorspronkelijk klein rondboograam, een zogenaamde hagioscoop, dichtgemetseld herkenbaar.
Op grond van het bouwmateriaal neemt men aan dat de bouw van de klokkentoren van het parallelmuurtype ongeveer tegelijkertijd met de bouw van de kerk plaatsvond.

## Inventaris
Het romaanse doopvont stamt nog uit de katholieke tijd en werd zoals veel doopvonten in Oost-Friesland uit Bentheimer zandsteen gehouwen. Het rust op vier leeuwenvoeten en is ongeveer 100 jaar ouder dan de kerk zelf. Vermoedelijk stond het doorvont al in de houten voorganger.
De barokke kansel werd in 1710 door het echtpaar Brunsen geschonken. De preekstoel is versierd met gedraaide hoekzuiltjes, rondbogen en florale motieven.
Het altaarschilderij toont het Laatste Avondmaal en stamt net als de kansel uit de 17e eeuw.
Aan de noordelijke muur hangt een schilderij van de evanglist Lucas, dat uit de tijd van de reformatie stamt.

## Orgel
Het tweemanualige orgel met aangehangen pedaal en 14 registers uit de jaren 1810-1813 bleef grotendeels bewaard. Het werd gebouwd door de uit Esens afkomstige orgelbouwer Johann Gottfried Rohlfs op een galerij boven het altaar. Het orgel vertegenwoordigt de overgangsperiode van de late barok naar het classicisme. Voordat de orgelbouwer Alfred Führer uit Wilhelmshaven het instrument in de jaren 1981-1982 in de oude staat terugbracht, werd het orgel meerdere keren gerepareerd en gewijzigd.
| I Hoofdwerk C–f3 |             |     |     |
| 1.               | Principaal  | 8′  | R   |
| 2.               | Bourdon     | 16′ | R/F |
| 3.               | Gedekt      | 8′  | R/F |
| 4.               | Octaaf      | 4′  | R   |
| 5.               | Roerfluit   | 4′  | R   |
| 6.               | Nasat       | 3′  | R   |
| 7.               | Octaaf      | 2′  | R   |
| 8.               | Mixtuur IV  |     | R   |
| 9.               | Trompet B/D | 8′  | F   |

| II Nevenwerk C–f3 |                  |    |     |
| 10.               | Principaal       | 4′ | R   |
| 11.               | Fluit Travers    | 8′ | F   |
| 12.               | Viola di Gamba D | 8′ | F   |
| 13.               | Flute douce      | 4′ | R,F |
| 14.               | Woudfluit        | 2′ | R   |
|                   | Tremulant        |    |     |

| Pedaal (aangehangen) C–c1 |

- Koppels: II/I, I/P, II/P
- Opmerkingen:

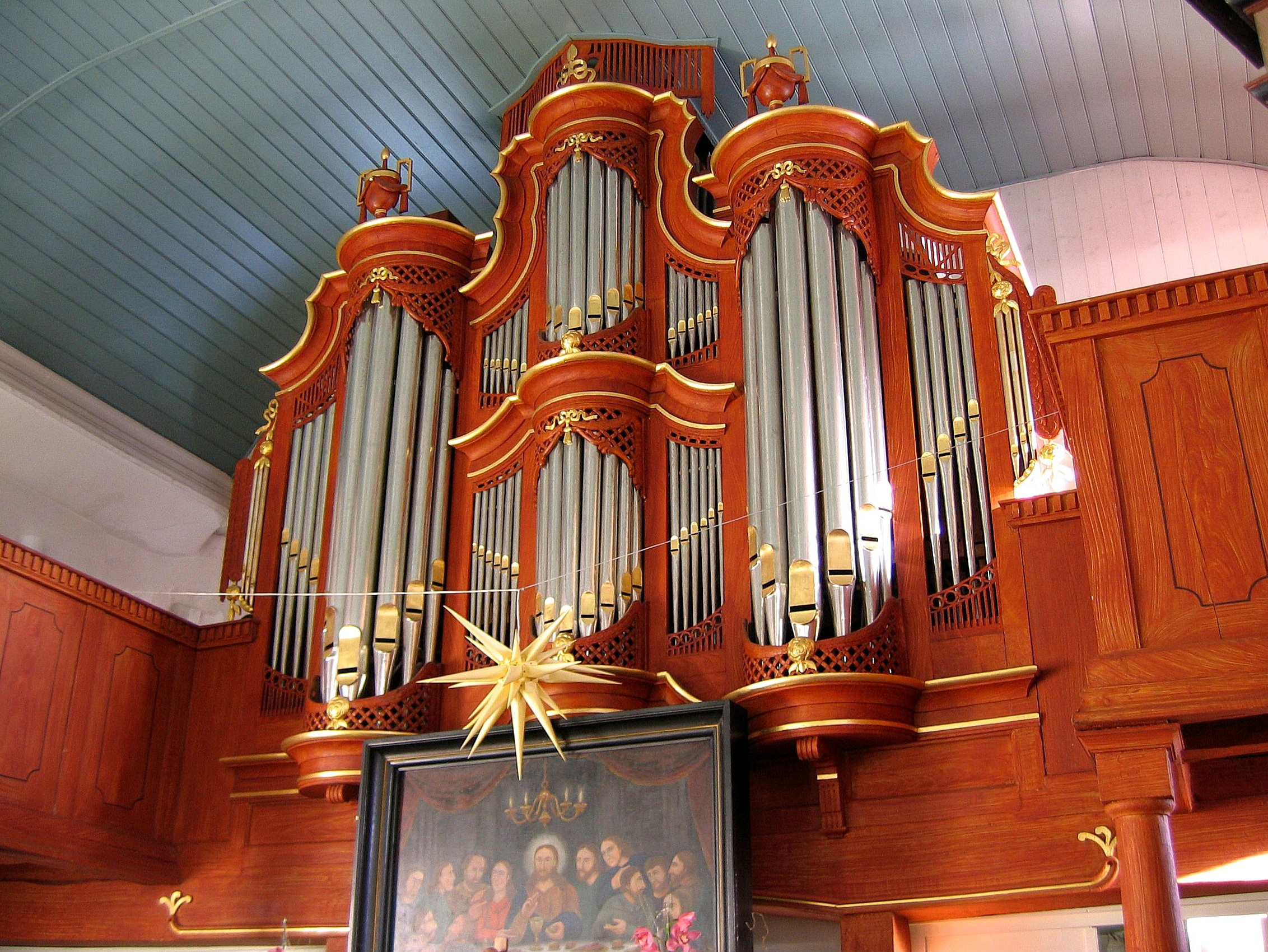
Orgel

R = Pijpmateriaal van Johann Gottfried Rohlfs (1810–1813)
F = Pijpmateriaal van Alfred Führer (1981–1982)